# Digital Multimedia Broadcasting

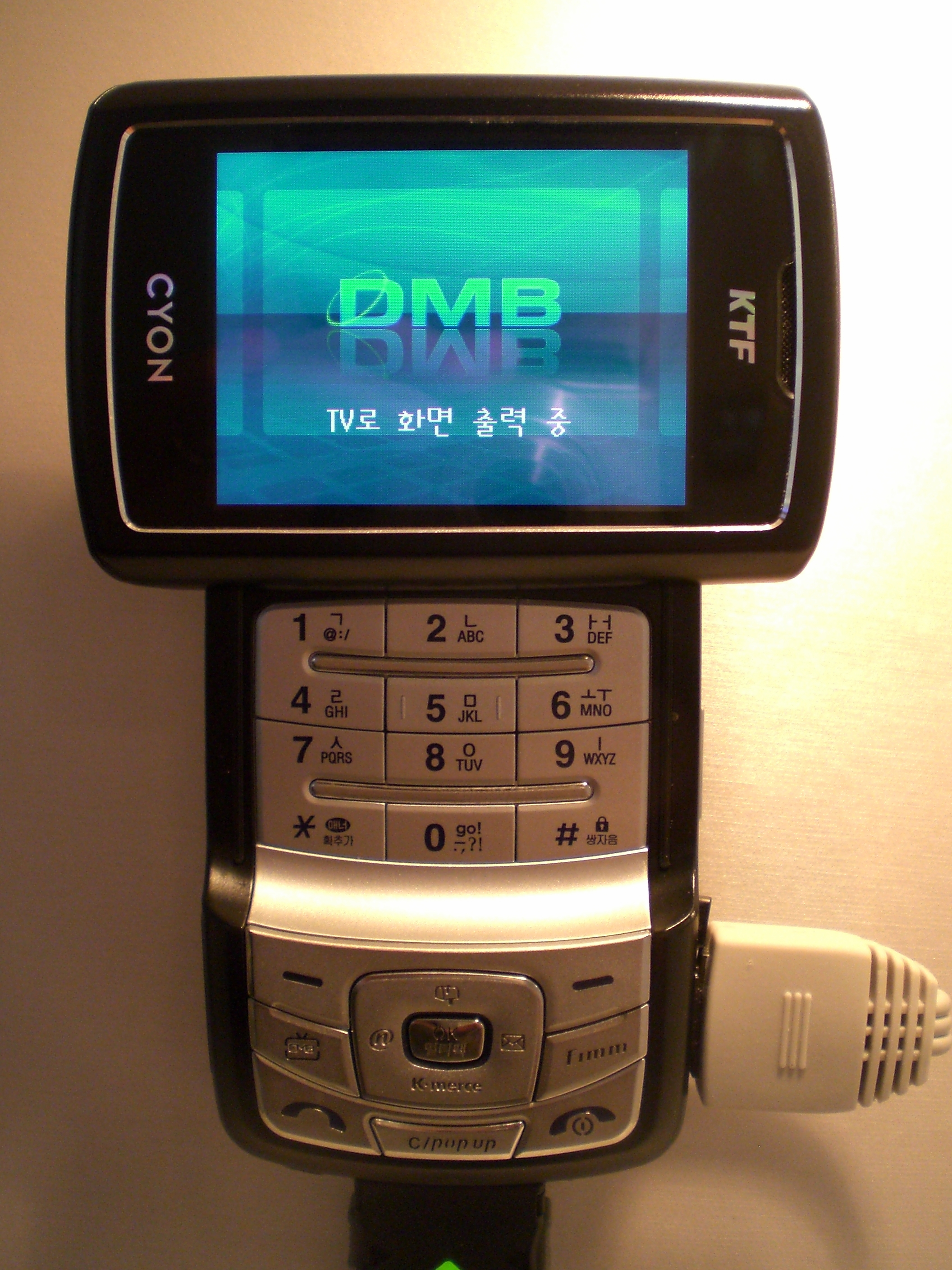
Telefon komórkowy LG KB1500 ze zintegrowanym tunerem TV, działającym w standardzie T-DMB, posiada obudowę typu slider z dodatkowo przekręcanym wyświetlaczem pracującym w rozdzielczości QVGA o przekątnej ekranu 2,2-cala z paletą barw 262-tysiące kolorów

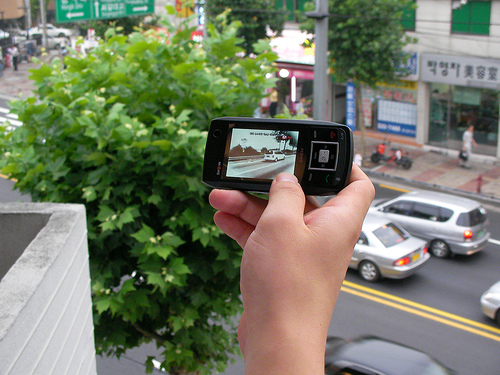
Telewizja cyfrowa w standardzie DMB odbierana przez telefon komórkowy w Seulu

Digital Multimedia Broadcasting (DMB; z ang. multimedialna transmisja cyfrowa) – standard telewizji mobilnej (cyfrowej), stworzony głównie na potrzeby telefonii komórkowej.
Jest to cyfrowa transmisja poprzez fale radiowe służąca do propagacji telewizji, radia oraz innych danych.
DMB jest cyfrowym systemem radiowej transmisji dla przekazów multimedialnych i treści audiowizualnych (radio, telewizja i przesył danych) stworzony dla urządzeń mobilnych. Oparty jest na technologii DAB, dzięki czemu może wykorzystywać sieci cyfrowe, w których pracuje DAB. Sygnał w ramach tego standardu może być emitowany przez satelitę (S-DMB) lub naziemnie (T-DMB, Terrestrial-Digital Multimedia Broadcasting).
Technologia DMB wywodzi się z cyfrowego rozsiewu (rozgłaszania) sygnałów audio (DAB – Digital Audio Broadcasting) i jest silnie promowana m.in. przez koreańskie koncerny: LG Electronics (producent pierwszych telefonów wspierających DMB) oraz Samsung Electronics, zatem jest popularna w krajach azjatyckich. Mimo początkowej fazy rozwoju standardu, pojawił się już konkurent (DVB-H), zaaprobowany pod koniec 2004 roku przez organizację ETSI (European Telecommunications Standards Institute). Koncepcję Digital Video Broadcasting – Handheld wspierają Motorola, NEC, Nokia, Siemens i Sony Ericsson Mobile Communications.
Niektóre modele telefonów obsługujące standard DMB:
- telefony komórkowe:
  - Samsung SCH-B200
  - Samsung SCH-W570
  - Samsung SPH-B5800
  - LG KB-1500

- urządzenie mobilne:
- odtwarzacze PMP (Portable Media Player):
  - KM35 firmy Kaon Media (3,5-calowy, dotykowy ekran LCD o rozdzielczości 320x240 pikseli, sprzęt pozwala na odbiór sygnału telewizji cyfrowej dysponuje wbudowanymi tunerami DVB-T/H, ISDB-T lub T-DMB oraz na dostęp do Internetu dzięki wbudowanemu modułowi WiFi)
  - Spinn firmy iRiver (3,5-calowy ekran AMOLED, wbudowany tuner DMB/DVB-H)
  - S9 firmy Cowon (3,3-calowy, panoramiczny ekran dotykowy AMOLED o rozdzielczości 480 × 272 pikseli, wbudowany tuner T-DMB, DAB, DAB+)
  - O2 firmy Cowon (4,3-calowy TFT LCD o rozdzielczości 480 × 272 pikseli, tuner T-DMB i wyjście tv)
  - T54 firmy LG (2,4-calowy, dotykowy wyświetlacz TFT LCD, odbiór sygnału telewizji mobilnej T-DMB)

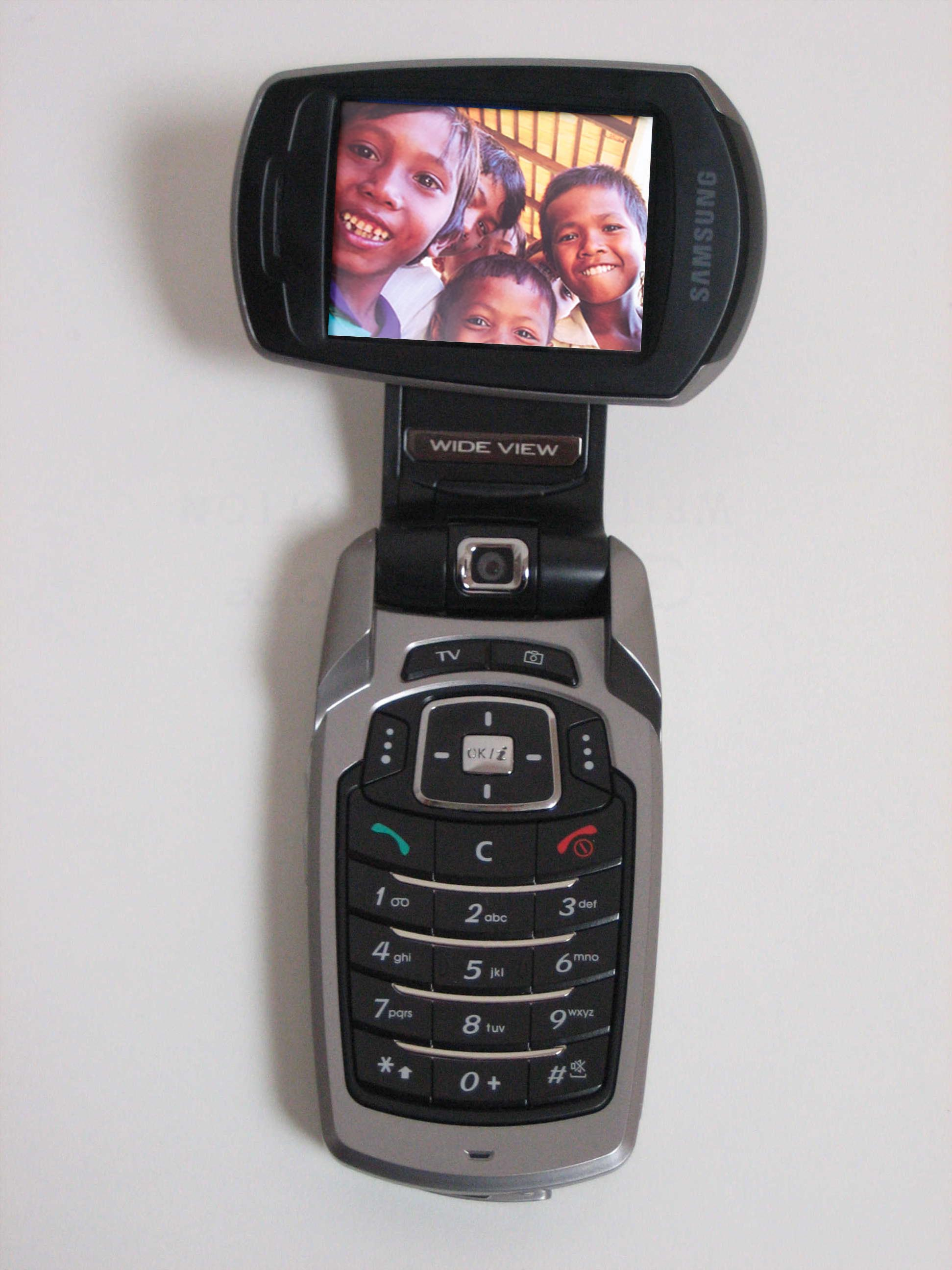
Telewizja moblina w standardzie DMB na telefonie Samsung